# フォース川
フォース川（フォースがわ、River Forth）は、スコットランド中央部を流れる長さ47 km (29 mi) の主要な川で、国の東海岸の北海に流れ込んでいる。その流域は、スコットランドのセントラルベルトにあるスターリングシャーの大部分に広がっている。
水源はスターリングの西約30km地点のアード湖で、東に向かい、スターリングの街を流れ、北海のフォース湾に注いでいる。

## 関連事項
- フォース湾
- フォース鉄道橋